# Футболист года в Уругвае
Футболист года в Уругвае — неофициальная футбольная награда лучшему уругвайскому футболисту. В голосовании на спортивной сети Уругвая (La Web Deportiva Uruguaya), функционирующей с 1996 года, принимали участие зарегистрированные болельщики уругвайского футбола. Проводились с 1999 по 2008 год. В 1999 и 2000 годах голосование велось только по игрокам, выступающим в чемпионате Уругвая. С 2001 года была добавлена ещё одна номинация — лучший футболист сборной, в которой голосование проводится вне зависимости от того, в клубе какой страны выступает игрок.
По состоянию на февраль 2010 года, никаких опросов по лучшему игроку Уругвая 2009 года на спортивной сети Уругвая не проводилось. Лучшего игрока Уругвая из тех, кто выступает во внутреннем первенстве в 2009 году определило столичное издание El Pais, которое определяет также лучшего игрока Южной Америки. В 2009 и 2010 годах нападающий сборной Уругвая Диего Форлан дважды подряд получал премию «Лучший спортсмен Уругвая», поэтому его же можно называть и лучшим футболистом страны.

## Победители
| Год  | Игрок чемпионата            | Клуб              | Игрок сборной                       | Клуб                         |
| ---- | --------------------------- | ----------------- | ----------------------------------- | ---------------------------- |
| 1945 | Рауль Скьяффино             | Пеньяроль         |                                     |                              |
| 1949 | Хуан Альберто Скьяффино     | Пеньяроль         |                                     |                              |
| 1950 | Хуан Альберто Скьяффино     | Пеньяроль         |                                     |                              |
| 1967 | Элиас Фигероа               | Пеньяроль         |                                     |                              |
| 1968 | Элиас Фигероа               | Пеньяроль         |                                     |                              |
| 1996 | Альваро Рекоба              | Насьональ         |                                     |                              |
| 1999 | Хорхе Габриэль Альвес       | Насьональ         | Голосование не проводилось          | Голосование не проводилось   |
| 2000 | Федерико Магальянес         | Дефенсор Спортинг | Голосование не проводилось          | Голосование не проводилось   |
| 2001 | Себастьян Абреу             | Насьональ         | Пабло Гарсия                        | Милан                        |
| 2002 | Херман Орнос Мартин Лигуэра | оба — Феникс      | Диего Форлан                        | Манчестер Юнайтед            |
| 2003 | Карлос Буэно                | Пеньяроль         | Диего Форлан                        | Манчестер Юнайтед            |
| 2004 | Карлос Буэно                | Пеньяроль         | Эрнесто Хавьер Чевантон             | Лечче / Монако               |
| 2005 | Хосе Педро Кардосо          | Роча              | Диего Форлан                        | Вильярреал                   |
| 2006 | Игнасио Мария Гонсалес      | Данубио           | Диего Лугано                        | Сан-Паулу / Фенербахче       |
| 2007 | Игнасио Мария Гонсалес      | Данубио           | Диего Форлан                        | Вильярреал / Атлетико Мадрид |
| 2008 | Антонио Пачеко              | Пеньяроль         | Диего Форлан                        | Атлетико Мадрид              |
| 2009 | Николас Лодейро             | Насьональ         | Диего Форлан                        | Атлетико Мадрид              |
| 2010 | Антонио Пачеко              | Пеньяроль         | Диего Форлан / Луис Альберто Суарес | Атлетико Мадрид Аякс         |
| 2011 | Карлос Вальдес              | Пеньяроль         | Луис Альберто Суарес                | Ливерпуль                    |
| 2012 | Альваро Рекоба              | Насьональ         | Луис Альберто Суарес                | Ливерпуль                    |
| 2013 | Марсело Салайета            | Пеньяроль         | Эдинсон Кавани                      | Наполи                       |
| 2014 | Камило Маяда                | Данубио           | Диего Годин Хосе Мария Хименес      | оба — Атлетико Мадрид        |
| 2015 | Иван Алонсо                 | Насьональ         | Диего Годин                         | Атлетико Мадрид              |
| 2016 | Мартин Лигуэра              | Феникс/Насьональ  | Луис Альберто Суарес                | Барселона                    |
| 2017 | Кристиан Родригес           | Пеньяроль         |                                     |                              |
| 2018 | Кевин Доусон                | Пеньяроль         | Эдинсон Кавани                      | Пари Сен-Жермен              |
| 2019 | Матиас Винья                | Насьональ         |                                     |                              |
| 2020 | Гонсало Берхессио           | Насьональ         |                                     |                              |
| 2021 | Агустин Каноббио            | Пеньяроль         |                                     |                              |